# Strieleckoje (rejon jakowlewski)
Strieleckoje (ros. Стрелецкое) – wieś w Rosji, w obwodzie biełgorodzkim, w rejonie jakowlewskim. W 2010 liczyła 798 mieszkańców.